# هيبت عليا
هيبت عليا (بالإنجليزية: Heybat-e Olya)‏ هي منطقة سكنية تقع في قسم انغوت الغربي الريفي في إيران. يقدر عدد سكانها بـ 38 نسمة .